# París-Niza 2025
La 82.ª edición de la París-Niza fue una carrera de ciclismo en ruta por etapas que se celebró entre el 9 y el 16 de marzo de 2025 en Francia con inicio en la ciudad de Le Perray-en-Yvelines y final en la ciudad de Niza sobre un recorrido de 1174.1 kilómetros.
La carrera formó parte del UCI WorldTour 2025, calendario ciclístico de máximo nivel mundial, siendo la sexta carrera de dicho circuito. El vencedor fue el estadounidense Matteo Jorgenson del Visma | Lease a Bike, quien estuvo acompañado en el podio por el alemán Florian Lipowitz del Red Bull-BORA-hansgrohe y el neerlandés Thymen Arensman del INEOS Grenadiers, segundo y tercer clasificado respectivamente.

## Equipos participantes
Tomaron parte en la carrera 22 equipos: 18 de categoría UCI WorldTeam y 4 de categoría UCI ProTeam. Formaron así un pelotón de 154 ciclistas de los que acabaron 114. Los equipos participantes fueron:
| WorldTeams (18)- Alpecin-Deceuninck - Arkéa-B&B Hotels - Bahrain-Victorious - Cofidis - Decathlon AG2R La Mondiale Team - EF Education-EasyPost - Groupama-FDJ - Ineos Grenadiers - Intermarché-Wanty - Lidl-Trek - Movistar Team - Red Bull-BORA-hansgrohe - Soudal Quick-Step - Team Jayco AlUla - Team Picnic-PostNL - Team Visma \| Lease a Bike - UAE Team Emirates XRG - XDS Astana Team ProTeams (4)- Team TotalEnergies - Tudor Pro Cycling Team - Uno-X Mobility - Caja Rural-Seguros RGA |
| |

## Recorrido
La París-Niza dispuso de ocho etapas dividas en dos etapas llanas, dos etapas escarpadas, dos de media montaña, una etapa de montaña y una contrarreloj por equipos para un recorrido total de 1174.1 kilómetros.
| Etapa     | Fecha     | Recorrido                                     | type                     | Distancia (km) | Desnivel (m) | Ganador                    | Líder            |
| --------- | --------- | --------------------------------------------- | ------------------------ | -------------- | ------------ | -------------------------- | ---------------- |
| 1.ª etapa | 9 de mar  | Le Perray-en-Yvelines – Le Perray-en-Yvelines | etapa escarpada          | 156,5          | 1285 m       | Tim Merlier                | Tim Merlier      |
| 2.ª etapa | 10 de mar | Montesson – Bellegarde                        | etapa llana              | 183,9          | 982 m        | Tim Merlier                | Tim Merlier      |
| 3.ª etapa | 11 de mar | Circuito de Nevers Magny-Cours – Nevers       | contrarreloj por equipos | 28,4           | 264 m        | Team Visma \| Lease a Bike | Matteo Jorgenson |
| 4.ª etapa | 12 de mar | Vichy – La Loge des Gardes                    | etapa de media montaña   | 163,4          | 2737 m       | João Almeida               | Jonas Vingegaard |
| 5.ª etapa | 13 de mar | Saint-Just-en-Chevalet – La Côte-Saint-André  | etapa escarpada          | 203,3          | 2604 m       | Lenny Martinez             | Matteo Jorgenson |
| 6.ª etapa | 14 de mar | Saint-Julien-en-Saint-Alban – Berre-l'Étang   | etapa llana              | 209,8          | 1555 m       | Mads Pedersen              | Matteo Jorgenson |
| 7.ª etapa | 15 de mar | Niza – Auron                                  | etapa de montaña         | 147,8          | 3723 m       | Michael Storer             | Matteo Jorgenson |
| 8.ª etapa | 16 de mar | Niza – Niza                                   | etapa de media montaña   | 119,9          | 2713 m       | Magnus Sheffield           | Matteo Jorgenson |

## Desarrollo de la carrera

### 1.ª etapa
| Le Perray-en-Yvelines - Le Perray-en-Yvelines | etapa escarpada | (156,5 km) |

| \| Clasificación de la etapa \| Clasificación de la etapa \| Clasificación de la etapa \| Clasificación de la etapa \| Clasificación de la etapa \| \| Ciclista \| Ciclista \| Equipo \| Tiempo \| \| \| ------------------------- \| ------------------------- \| -------------------------- \| ------------------------- \| ------------------------- \| \| 1.º \| Tim Merlier \| Soudal Quick-Step \| 3 h 32 min 03 s \| \| \| 2.º \| Arnaud Démare \| Arkéa-B&B Hotels \| + 0 s \| \| \| 3.º \| Alberto Dainese \| Tudor Pro Cycling Team \| + 0 s \| \| \| 4.º \| Juan Sebastián Molano \| UAE Team Emirates XRG \| + 0 s \| \| \| 5.º \| Axel Zingle \| Team Visma \\| Lease a Bike \| + 0 s \| \| \| 6.º \| Yevgueni Fiodorov \| XDS Astana Team \| + 0 s \| \| \| 7.º \| Mick van Dijke \| Red Bull-Bora-Hansgrohe \| + 0 s \| \| \| 8.º \| Timo Kielich \| Alpecin-Deceuninck \| + 0 s \| \| \| 9.º \| Vincenzo Albanese \| EF Education-EasyPost \| + 0 s \| \| \| 10.º \| Max Walscheid \| Team Jayco AlUla \| + 0 s \| \| |                       |                            |                 |
| |                       |                            |                 |
| |                       |                            |                 |
| Clasificación de la etapa |                       |                            |                 |
| Ciclista | Ciclista              | Equipo                     | Tiempo          |
| 1.º | Tim Merlier           | Soudal Quick-Step          | 3 h 32 min 03 s |
| 2.º | Arnaud Démare         | Arkéa-B&B Hotels           | + 0 s           |
| 3.º | Alberto Dainese       | Tudor Pro Cycling Team     | + 0 s           |
| 4.º | Juan Sebastián Molano | UAE Team Emirates XRG      | + 0 s           |
| 5.º | Axel Zingle           | Team Visma \| Lease a Bike | + 0 s           |
| 6.º | Yevgueni Fiodorov     | XDS Astana Team            | + 0 s           |
| 7.º | Mick van Dijke        | Red Bull-Bora-Hansgrohe    | + 0 s           |
| 8.º | Timo Kielich          | Alpecin-Deceuninck         | + 0 s           |
| 9.º | Vincenzo Albanese     | EF Education-EasyPost      | + 0 s           |
| 10.º | Max Walscheid         | Team Jayco AlUla           | + 0 s           |

| \| Clasificación general \| Clasificación general \| Clasificación general \| Clasificación general \| Clasificación general \| \| Ciclista \| Ciclista \| Equipo \| Tiempo \| \| \| --------------------- \| --------------------- \| -------------------------- \| --------------------- \| --------------------- \| \| 1.º \| Tim Merlier \| Soudal Quick-Step \| 3 h 32 min 03 s \| \| \| 2.º \| Arnaud Démare \| Arkéa-B&B Hotels \| + 4 s \| \| \| 3.º \| Jhonatan Narváez \| UAE Team Emirates XRG \| + 4 s \| \| \| 4.º \| Alberto Dainese \| Tudor Pro Cycling Team \| + 6 s \| \| \| 5.º \| Matteo Jorgenson \| Team Visma \\| Lease a Bike \| + 6 s \| \| \| 6.º \| Magnus Sheffield \| Ineos Grenadiers \| + 8 s \| \| \| 7.º \| Juan Sebastián Molano \| UAE Team Emirates XRG \| + 10 s \| \| \| 8.º \| Axel Zingle \| Team Visma \\| Lease a Bike \| + 10 s \| \| \| 9.º \| Yevgueni Fiodorov \| XDS Astana Team \| + 10 s \| \| \| 10.º \| Mick van Dijke \| Red Bull-Bora-Hansgrohe \| + 10 s \| \| |                       |                            |                 |
| |                       |                            |                 |
| |                       |                            |                 |
| Clasificación general |                       |                            |                 |
| Ciclista | Ciclista              | Equipo                     | Tiempo          |
| 1.º | Tim Merlier           | Soudal Quick-Step          | 3 h 32 min 03 s |
| 2.º | Arnaud Démare         | Arkéa-B&B Hotels           | + 4 s           |
| 3.º | Jhonatan Narváez      | UAE Team Emirates XRG      | + 4 s           |
| 4.º | Alberto Dainese       | Tudor Pro Cycling Team     | + 6 s           |
| 5.º | Matteo Jorgenson      | Team Visma \| Lease a Bike | + 6 s           |
| 6.º | Magnus Sheffield      | Ineos Grenadiers           | + 8 s           |
| 7.º | Juan Sebastián Molano | UAE Team Emirates XRG      | + 10 s          |
| 8.º | Axel Zingle           | Team Visma \| Lease a Bike | + 10 s          |
| 9.º | Yevgueni Fiodorov     | XDS Astana Team            | + 10 s          |
| 10.º | Mick van Dijke        | Red Bull-Bora-Hansgrohe    | + 10 s          |

### 2.ª etapa
| Montesson - Bellegarde | etapa llana | (183,9 km) |

| \| Clasificación de la etapa \| Clasificación de la etapa \| Clasificación de la etapa \| Clasificación de la etapa \| Clasificación de la etapa \| \| Ciclista \| Ciclista \| Equipo \| Tiempo \| \| \| ------------------------- \| ------------------------- \| -------------------------- \| ------------------------- \| ------------------------- \| \| 1.º \| Tim Merlier \| Soudal Quick-Step \| 4 h 11 min 29 s \| \| \| 2.º \| Émilien Jeannière \| Team TotalEnergies \| + 0 s \| \| \| 3.º \| Mads Pedersen \| Lidl-Trek \| + 0 s \| \| \| 4.º \| Alexander Kristoff \| Uno-X Mobility \| + 0 s \| \| \| 5.º \| Timo Kielich \| Alpecin-Deceuninck \| + 0 s \| \| \| 6.º \| Axel Zingle \| Team Visma \\| Lease a Bike \| + 0 s \| \| \| 7.º \| Arnaud Démare \| Arkéa-B&B Hotels \| + 0 s \| \| \| 8.º \| Matevž Govekar \| Bahrain Victorious \| + 0 s \| \| \| 9.º \| Fabio Jakobsen \| Team Picnic-PostNL \| + 0 s \| \| \| 10.º \| Cees Bol \| XDS Astana Team \| + 0 s \| \| |                    |                            |                 |
| |                    |                            |                 |
| |                    |                            |                 |
| Clasificación de la etapa |                    |                            |                 |
| Ciclista | Ciclista           | Equipo                     | Tiempo          |
| 1.º | Tim Merlier        | Soudal Quick-Step          | 4 h 11 min 29 s |
| 2.º | Émilien Jeannière  | Team TotalEnergies         | + 0 s           |
| 3.º | Mads Pedersen      | Lidl-Trek                  | + 0 s           |
| 4.º | Alexander Kristoff | Uno-X Mobility             | + 0 s           |
| 5.º | Timo Kielich       | Alpecin-Deceuninck         | + 0 s           |
| 6.º | Axel Zingle        | Team Visma \| Lease a Bike | + 0 s           |
| 7.º | Arnaud Démare      | Arkéa-B&B Hotels           | + 0 s           |
| 8.º | Matevž Govekar     | Bahrain Victorious         | + 0 s           |
| 9.º | Fabio Jakobsen     | Team Picnic-PostNL         | + 0 s           |
| 10.º | Cees Bol           | XDS Astana Team            | + 0 s           |

| \| Clasificación general \| Clasificación general \| Clasificación general \| Clasificación general \| Clasificación general \| \| Ciclista \| Ciclista \| Equipo \| Tiempo \| \| \| --------------------- \| --------------------- \| -------------------------- \| --------------------- \| --------------------- \| \| 1.º \| Tim Merlier \| Soudal Quick-Step \| 7 h 43 min 12 s \| \| \| 2.º \| Arnaud Démare \| Arkéa-B&B Hotels \| + 14 s \| \| \| 3.º \| Émilien Jeannière \| Team TotalEnergies \| + 14 s \| \| \| 4.º \| Matteo Jorgenson \| Team Visma \\| Lease a Bike \| + 14 s \| \| \| 5.º \| Jhonatan Narváez \| UAE Team Emirates XRG \| + 14 s \| \| \| 6.º \| Jonas Abrahamsen \| Uno-X Mobility \| + 14 s \| \| \| 7.º \| Mads Pedersen \| Lidl-Trek \| + 16 s \| \| \| 8.º \| Mick van Dijke \| Red Bull-Bora-Hansgrohe \| + 16 s \| \| \| 9.º \| Alberto Dainese \| Tudor Pro Cycling Team \| + 16 s \| \| \| 10.º \| Magnus Sheffield \| Ineos Grenadiers \| + 18 s \| \| |                   |                            |                 |
| |                   |                            |                 |
| |                   |                            |                 |
| Clasificación general |                   |                            |                 |
| Ciclista | Ciclista          | Equipo                     | Tiempo          |
| 1.º | Tim Merlier       | Soudal Quick-Step          | 7 h 43 min 12 s |
| 2.º | Arnaud Démare     | Arkéa-B&B Hotels           | + 14 s          |
| 3.º | Émilien Jeannière | Team TotalEnergies         | + 14 s          |
| 4.º | Matteo Jorgenson  | Team Visma \| Lease a Bike | + 14 s          |
| 5.º | Jhonatan Narváez  | UAE Team Emirates XRG      | + 14 s          |
| 6.º | Jonas Abrahamsen  | Uno-X Mobility             | + 14 s          |
| 7.º | Mads Pedersen     | Lidl-Trek                  | + 16 s          |
| 8.º | Mick van Dijke    | Red Bull-Bora-Hansgrohe    | + 16 s          |
| 9.º | Alberto Dainese   | Tudor Pro Cycling Team     | + 16 s          |
| 10.º | Magnus Sheffield  | Ineos Grenadiers           | + 18 s          |

### 3.ª etapa
| Circuito de Nevers Magny-Cours - Nevers | contrarreloj por equipos | (28,4 km) |

| \| Clasificación de la etapa \| Clasificación de la etapa \| Clasificación de la etapa \| Clasificación de la etapa \| Clasificación de la etapa \| Clasificación de la etapa \| \| Equipo \| Equipo \| Tiempo \| Diferencia \| Promedio \| \| \| ------------------------- \| ------------------------------- \| ------------------------- \| ------------------------- \| ------------------------- \| ------------------------- \| \| 1.º \| Team Visma \\| Lease a Bike \| 30 min 26 s \| \| 55.962 km/h \| \| \| 2.º \| Team Jayco AlUla \| \| + 15 s \| 55.526 km/h \| \| \| 3.º \| Red Bull-BORA-hansgrohe \| \| + 25 s \| 55.235 km/h \| \| \| 4.º \| Lidl-Trek \| \| + 30 s \| 55.065 km/h \| \| \| 5.º \| Ineos Grenadiers \| \| + 33 s \| 54.984 km/h \| \| \| 6.º \| EF Education-EasyPost \| \| + 33 s \| 54.950 km/h \| \| \| 7.º \| Decathlon AG2R La Mondiale Team \| \| + 38 s \| 54.793 km/h \| \| \| 8.º \| UAE Team Emirates XRG \| \| + 41 s \| 54.707 km/h \| \| \| 9.º \| Movistar Team \| \| + 48 s \| 54.513 km/h \| \| \| 10.º \| Soudal Quick-Step \| \| + 50 s \| 54.470 km/h \| \| |                                 |             |            |             |
| |                                 |             |            |             |
| |                                 |             |            |             |
| Clasificación de la etapa |                                 |             |            |             |
| Equipo | Equipo                          | Tiempo      | Diferencia | Promedio    |
| 1.º | Team Visma \| Lease a Bike      | 30 min 26 s |            | 55.962 km/h |
| 2.º | Team Jayco AlUla                |             | + 15 s     | 55.526 km/h |
| 3.º | Red Bull-BORA-hansgrohe         |             | + 25 s     | 55.235 km/h |
| 4.º | Lidl-Trek                       |             | + 30 s     | 55.065 km/h |
| 5.º | Ineos Grenadiers                |             | + 33 s     | 54.984 km/h |
| 6.º | EF Education-EasyPost           |             | + 33 s     | 54.950 km/h |
| 7.º | Decathlon AG2R La Mondiale Team |             | + 38 s     | 54.793 km/h |
| 8.º | UAE Team Emirates XRG           |             | + 41 s     | 54.707 km/h |
| 9.º | Movistar Team                   |             | + 48 s     | 54.513 km/h |
| 10.º | Soudal Quick-Step               |             | + 50 s     | 54.470 km/h |

| \| Clasificación general \| Clasificación general \| Clasificación general \| Clasificación general \| Clasificación general \| \| Ciclista \| Ciclista \| Equipo \| Tiempo \| \| \| --------------------- \| --------------------- \| -------------------------- \| --------------------- \| --------------------- \| \| 1.º \| Matteo Jorgenson \| Team Visma \\| Lease a Bike \| 8 h 13 min 52 s \| \| \| 2.º \| Jonas Vingegaard \| Team Visma \\| Lease a Bike \| + 6 s \| \| \| 3.º \| Michael Matthews \| Team Jayco AlUla \| + 21 s \| \| \| 4.º \| Ben O'Connor \| Team Jayco AlUla \| + 21 s \| \| \| 5.º \| Aleksandr Vlásov \| Red Bull-Bora-Hansgrohe \| + 31 s \| \| \| 6.º \| Florian Lipowitz \| Red Bull-Bora-Hansgrohe \| + 31 s \| \| \| 7.º \| Mauro Schmid \| Team Jayco AlUla \| + 31 s \| \| \| 8.º \| Ben Zwiehoff \| Red Bull-Bora-Hansgrohe \| + 34 s \| \| \| 9.º \| Mattias Skjelmose \| Lidl-Trek \| + 36 s \| \| \| 10.º \| Magnus Sheffield \| Ineos Grenadiers \| + 38 s \| \| |                   |                            |                 |
| |                   |                            |                 |
| |                   |                            |                 |
| Clasificación general |                   |                            |                 |
| Ciclista | Ciclista          | Equipo                     | Tiempo          |
| 1.º | Matteo Jorgenson  | Team Visma \| Lease a Bike | 8 h 13 min 52 s |
| 2.º | Jonas Vingegaard  | Team Visma \| Lease a Bike | + 6 s           |
| 3.º | Michael Matthews  | Team Jayco AlUla           | + 21 s          |
| 4.º | Ben O'Connor      | Team Jayco AlUla           | + 21 s          |
| 5.º | Aleksandr Vlásov  | Red Bull-Bora-Hansgrohe    | + 31 s          |
| 6.º | Florian Lipowitz  | Red Bull-Bora-Hansgrohe    | + 31 s          |
| 7.º | Mauro Schmid      | Team Jayco AlUla           | + 31 s          |
| 8.º | Ben Zwiehoff      | Red Bull-Bora-Hansgrohe    | + 34 s          |
| 9.º | Mattias Skjelmose | Lidl-Trek                  | + 36 s          |
| 10.º | Magnus Sheffield  | Ineos Grenadiers           | + 38 s          |

### 4.ª etapa
| Vichy - La Loge des Gardes | etapa de media montaña | (163,4 km) |

| \| Clasificación de la etapa \| Clasificación de la etapa \| Clasificación de la etapa \| Clasificación de la etapa \| Clasificación de la etapa \| \| Ciclista \| Ciclista \| Equipo \| Tiempo \| \| \| ------------------------- \| ------------------------- \| -------------------------- \| ------------------------- \| ------------------------- \| \| 1.º \| João Almeida \| UAE Team Emirates XRG \| 3 h 37 min 06 s \| \| \| 2.º \| Jonas Vingegaard \| Team Visma \\| Lease a Bike \| + 1 s \| \| \| 3.º \| Mattias Skjelmose \| Lidl-Trek \| + 2 s \| \| \| 4.º \| Lenny Martinez \| Bahrain Victorious \| + 2 s \| \| \| 5.º \| Florian Lipowitz \| Red Bull-Bora-Hansgrohe \| + 6 s \| \| \| 6.º \| Matteo Jorgenson \| Team Visma \\| Lease a Bike \| + 6 s \| \| \| 7.º \| Brandon McNulty \| UAE Team Emirates XRG \| + 9 s \| \| \| 8.º \| Harold Tejada \| XDS Astana Team \| + 17 s \| \| \| 9.º \| Thymen Arensman \| Ineos Grenadiers \| + 17 s \| \| \| 10.º \| Clément Champoussin \| XDS Astana Team \| + 21 s \| \| |                     |                            |                 |
| |                     |                            |                 |
| |                     |                            |                 |
| Clasificación de la etapa |                     |                            |                 |
| Ciclista | Ciclista            | Equipo                     | Tiempo          |
| 1.º | João Almeida        | UAE Team Emirates XRG      | 3 h 37 min 06 s |
| 2.º | Jonas Vingegaard    | Team Visma \| Lease a Bike | + 1 s           |
| 3.º | Mattias Skjelmose   | Lidl-Trek                  | + 2 s           |
| 4.º | Lenny Martinez      | Bahrain Victorious         | + 2 s           |
| 5.º | Florian Lipowitz    | Red Bull-Bora-Hansgrohe    | + 6 s           |
| 6.º | Matteo Jorgenson    | Team Visma \| Lease a Bike | + 6 s           |
| 7.º | Brandon McNulty     | UAE Team Emirates XRG      | + 9 s           |
| 8.º | Harold Tejada       | XDS Astana Team            | + 17 s          |
| 9.º | Thymen Arensman     | Ineos Grenadiers           | + 17 s          |
| 10.º | Clément Champoussin | XDS Astana Team            | + 21 s          |

| \| Clasificación general \| Clasificación general \| Clasificación general \| Clasificación general \| Clasificación general \| \| Ciclista \| Ciclista \| Equipo \| Tiempo \| \| \| --------------------- \| --------------------- \| -------------------------- \| --------------------- \| --------------------- \| \| 1.º \| Jonas Vingegaard \| Team Visma \\| Lease a Bike \| 11 h 50 min 59 s \| \| \| 2.º \| Matteo Jorgenson \| Team Visma \\| Lease a Bike \| + 5 s \| \| \| 3.º \| Mattias Skjelmose \| Lidl-Trek \| + 33 s \| \| \| 4.º \| Florian Lipowitz \| Red Bull-Bora-Hansgrohe \| + 36 s \| \| \| 5.º \| João Almeida \| UAE Team Emirates XRG \| + 37 s \| \| \| 6.º \| Thymen Arensman \| Ineos Grenadiers \| + 56 s \| \| \| 7.º \| Brandon McNulty \| UAE Team Emirates XRG \| + 58 s \| \| \| 8.º \| Tobias Foss \| Ineos Grenadiers \| + 1 min 06 s \| \| \| 9.º \| Lenny Martinez \| Bahrain Victorious \| + 1 min 09 s \| \| \| 10.º \| Pablo Castrillo \| Movistar Team \| + 1 min 22 s \| \| |                   |                            |                  |
| |                   |                            |                  |
| |                   |                            |                  |
| Clasificación general |                   |                            |                  |
| Ciclista | Ciclista          | Equipo                     | Tiempo           |
| 1.º | Jonas Vingegaard  | Team Visma \| Lease a Bike | 11 h 50 min 59 s |
| 2.º | Matteo Jorgenson  | Team Visma \| Lease a Bike | + 5 s            |
| 3.º | Mattias Skjelmose | Lidl-Trek                  | + 33 s           |
| 4.º | Florian Lipowitz  | Red Bull-Bora-Hansgrohe    | + 36 s           |
| 5.º | João Almeida      | UAE Team Emirates XRG      | + 37 s           |
| 6.º | Thymen Arensman   | Ineos Grenadiers           | + 56 s           |
| 7.º | Brandon McNulty   | UAE Team Emirates XRG      | + 58 s           |
| 8.º | Tobias Foss       | Ineos Grenadiers           | + 1 min 06 s     |
| 9.º | Lenny Martinez    | Bahrain Victorious         | + 1 min 09 s     |
| 10.º | Pablo Castrillo   | Movistar Team              | + 1 min 22 s     |

### 5.ª etapa
| Saint-Just-en-Chevalet - La Côte-Saint-André | etapa escarpada | (203,3 km) |

| \| Clasificación de la etapa \| Clasificación de la etapa \| Clasificación de la etapa \| Clasificación de la etapa \| Clasificación de la etapa \| \| Ciclista \| Ciclista \| Equipo \| Tiempo \| \| \| ------------------------- \| ------------------------- \| -------------------------- \| ------------------------- \| ------------------------- \| \| 1.º \| Lenny Martinez \| Bahrain Victorious \| 4 h 36 min 23 s \| \| \| 2.º \| Clément Champoussin \| XDS Astana Team \| + 3 s \| \| \| 3.º \| Matteo Jorgenson \| Team Visma \\| Lease a Bike \| + 3 s \| \| \| 4.º \| Harold Tejada \| XDS Astana Team \| + 3 s \| \| \| 5.º \| Florian Lipowitz \| Red Bull-Bora-Hansgrohe \| + 6 s \| \| \| 6.º \| João Almeida \| UAE Team Emirates XRG \| + 7 s \| \| \| 7.º \| Brandon McNulty \| UAE Team Emirates XRG \| + 11 s \| \| \| 8.º \| Ilan Van Wilder \| Soudal Quick-Step \| + 16 s \| \| \| 9.º \| Magnus Sheffield \| Ineos Grenadiers \| + 16 s \| \| \| 10.º \| Aurélien Paret-Peintre \| Decathlon-AG2R La Mondiale \| + 18 s \| \| |                        |                            |                 |
| |                        |                            |                 |
| |                        |                            |                 |
| Clasificación de la etapa |                        |                            |                 |
| Ciclista | Ciclista               | Equipo                     | Tiempo          |
| 1.º | Lenny Martinez         | Bahrain Victorious         | 4 h 36 min 23 s |
| 2.º | Clément Champoussin    | XDS Astana Team            | + 3 s           |
| 3.º | Matteo Jorgenson       | Team Visma \| Lease a Bike | + 3 s           |
| 4.º | Harold Tejada          | XDS Astana Team            | + 3 s           |
| 5.º | Florian Lipowitz       | Red Bull-Bora-Hansgrohe    | + 6 s           |
| 6.º | João Almeida           | UAE Team Emirates XRG      | + 7 s           |
| 7.º | Brandon McNulty        | UAE Team Emirates XRG      | + 11 s          |
| 8.º | Ilan Van Wilder        | Soudal Quick-Step          | + 16 s          |
| 9.º | Magnus Sheffield       | Ineos Grenadiers           | + 16 s          |
| 10.º | Aurélien Paret-Peintre | Decathlon-AG2R La Mondiale | + 18 s          |

| \| Clasificación general \| Clasificación general \| Clasificación general \| Clasificación general \| Clasificación general \| \| Ciclista \| Ciclista \| Equipo \| Tiempo \| \| \| --------------------- \| --------------------- \| -------------------------- \| --------------------- \| --------------------- \| \| 1.º \| Matteo Jorgenson \| Team Visma \\| Lease a Bike \| 16 h 27 min 26 s \| \| \| 2.º \| Jonas Vingegaard \| Team Visma \\| Lease a Bike \| + 22 s \| \| \| 3.º \| Florian Lipowitz \| Red Bull-Bora-Hansgrohe \| + 36 s \| \| \| 4.º \| João Almeida \| UAE Team Emirates XRG \| + 40 s \| \| \| 5.º \| Lenny Martinez \| Bahrain Victorious \| + 55 s \| \| \| 6.º \| Mattias Skjelmose \| Lidl-Trek \| + 57 s \| \| \| 7.º \| Brandon McNulty \| UAE Team Emirates XRG \| + 1 min 05 s \| \| \| 8.º \| Thymen Arensman \| Ineos Grenadiers \| + 1 min 14 s \| \| \| 9.º \| Clément Champoussin \| XDS Astana Team \| + 1 min 22 s \| \| \| 10.º \| Harold Tejada \| XDS Astana Team \| + 1 min 24 s \| \| |                     |                            |                  |
| |                     |                            |                  |
| |                     |                            |                  |
| Clasificación general |                     |                            |                  |
| Ciclista | Ciclista            | Equipo                     | Tiempo           |
| 1.º | Matteo Jorgenson    | Team Visma \| Lease a Bike | 16 h 27 min 26 s |
| 2.º | Jonas Vingegaard    | Team Visma \| Lease a Bike | + 22 s           |
| 3.º | Florian Lipowitz    | Red Bull-Bora-Hansgrohe    | + 36 s           |
| 4.º | João Almeida        | UAE Team Emirates XRG      | + 40 s           |
| 5.º | Lenny Martinez      | Bahrain Victorious         | + 55 s           |
| 6.º | Mattias Skjelmose   | Lidl-Trek                  | + 57 s           |
| 7.º | Brandon McNulty     | UAE Team Emirates XRG      | + 1 min 05 s     |
| 8.º | Thymen Arensman     | Ineos Grenadiers           | + 1 min 14 s     |
| 9.º | Clément Champoussin | XDS Astana Team            | + 1 min 22 s     |
| 10.º | Harold Tejada       | XDS Astana Team            | + 1 min 24 s     |

### 6.ª etapa
| Saint-Julien-en-Saint-Alban - Berre-l'Étang | etapa llana | (209,8 km) |

| \| Clasificación de la etapa \| Clasificación de la etapa \| Clasificación de la etapa \| Clasificación de la etapa \| Clasificación de la etapa \| \| Ciclista \| Ciclista \| Equipo \| Tiempo \| \| \| ------------------------- \| ------------------------- \| -------------------------- \| ------------------------- \| ------------------------- \| \| 1.º \| Mads Pedersen \| Lidl-Trek \| 4 h 25 min 37 s \| \| \| 2.º \| Joshua Tarling \| Ineos Grenadiers \| + 0 s \| \| \| 3.º \| Samuel Watson \| Ineos Grenadiers \| + 0 s \| \| \| 4.º \| Axel Zingle \| Team Visma \\| Lease a Bike \| + 0 s \| \| \| 5.º \| Matteo Sobrero \| Red Bull-Bora-Hansgrohe \| + 0 s \| \| \| 6.º \| Magnus Sheffield \| Ineos Grenadiers \| + 0 s \| \| \| 7.º \| Mattias Skjelmose \| Lidl-Trek \| + 0 s \| \| \| 8.º \| Matteo Jorgenson \| Team Visma \\| Lease a Bike \| + 0 s \| \| \| 9.º \| Maximilian Schachmann \| Soudal Quick-Step \| + 0 s \| \| \| 10.º \| Thymen Arensman \| Ineos Grenadiers \| + 0 s \| \| |                       |                            |                 |
| |                       |                            |                 |
| |                       |                            |                 |
| Clasificación de la etapa |                       |                            |                 |
| Ciclista | Ciclista              | Equipo                     | Tiempo          |
| 1.º | Mads Pedersen         | Lidl-Trek                  | 4 h 25 min 37 s |
| 2.º | Joshua Tarling        | Ineos Grenadiers           | + 0 s           |
| 3.º | Samuel Watson         | Ineos Grenadiers           | + 0 s           |
| 4.º | Axel Zingle           | Team Visma \| Lease a Bike | + 0 s           |
| 5.º | Matteo Sobrero        | Red Bull-Bora-Hansgrohe    | + 0 s           |
| 6.º | Magnus Sheffield      | Ineos Grenadiers           | + 0 s           |
| 7.º | Mattias Skjelmose     | Lidl-Trek                  | + 0 s           |
| 8.º | Matteo Jorgenson      | Team Visma \| Lease a Bike | + 0 s           |
| 9.º | Maximilian Schachmann | Soudal Quick-Step          | + 0 s           |
| 10.º | Thymen Arensman       | Ineos Grenadiers           | + 0 s           |

| \| Clasificación general \| Clasificación general \| Clasificación general \| Clasificación general \| Clasificación general \| \| Ciclista \| Ciclista \| Equipo \| Tiempo \| \| \| --------------------- \| --------------------- \| -------------------------- \| --------------------- \| --------------------- \| \| 1.º \| Matteo Jorgenson \| Team Visma \\| Lease a Bike \| 20 h 52 min 57 s \| \| \| 2.º \| Florian Lipowitz \| Red Bull-Bora-Hansgrohe \| + 40 s \| \| \| 3.º \| Mattias Skjelmose \| Lidl-Trek \| + 59 s \| \| \| 4.º \| Thymen Arensman \| Ineos Grenadiers \| + 1 min 20 s \| \| \| 5.º \| João Almeida \| UAE Team Emirates XRG \| + 2 min 40 s \| \| \| 6.º \| Tobias Foss \| Ineos Grenadiers \| + 2 min 47 s \| \| \| 7.º \| Magnus Sheffield \| Ineos Grenadiers \| + 2 min 54 s \| \| \| 8.º \| Brandon McNulty \| UAE Team Emirates XRG \| + 3 min 05 s \| \| \| 9.º \| Clément Champoussin \| XDS Astana Team \| + 3 min 22 s \| \| \| 10.º \| Harold Tejada \| XDS Astana Team \| + 3 min 24 s \| \| |                     |                            |                  |
| |                     |                            |                  |
| |                     |                            |                  |
| Clasificación general |                     |                            |                  |
| Ciclista | Ciclista            | Equipo                     | Tiempo           |
| 1.º | Matteo Jorgenson    | Team Visma \| Lease a Bike | 20 h 52 min 57 s |
| 2.º | Florian Lipowitz    | Red Bull-Bora-Hansgrohe    | + 40 s           |
| 3.º | Mattias Skjelmose   | Lidl-Trek                  | + 59 s           |
| 4.º | Thymen Arensman     | Ineos Grenadiers           | + 1 min 20 s     |
| 5.º | João Almeida        | UAE Team Emirates XRG      | + 2 min 40 s     |
| 6.º | Tobias Foss         | Ineos Grenadiers           | + 2 min 47 s     |
| 7.º | Magnus Sheffield    | Ineos Grenadiers           | + 2 min 54 s     |
| 8.º | Brandon McNulty     | UAE Team Emirates XRG      | + 3 min 05 s     |
| 9.º | Clément Champoussin | XDS Astana Team            | + 3 min 22 s     |
| 10.º | Harold Tejada       | XDS Astana Team            | + 3 min 24 s     |

### 7.ª etapa
| Niza - Auron | etapa de montaña | (147,8 km) |

| \| Clasificación de la etapa \| Clasificación de la etapa \| Clasificación de la etapa \| Clasificación de la etapa \| Clasificación de la etapa \| \| Ciclista \| Ciclista \| Equipo \| Tiempo \| \| \| ------------------------- \| ------------------------- \| -------------------------- \| ------------------------- \| ------------------------- \| \| 1.º \| Michael Storer \| Tudor Pro Cycling Team \| 2 h 43 min 31 s \| \| \| 2.º \| Mauro Schmid \| Team Jayco AlUla \| + 20 s \| \| \| 3.º \| Georg Steinhauser \| EF Education-EasyPost \| + 30 s \| \| \| 4.º \| Iván Romeo \| Movistar Team \| + 45 s \| \| \| 5.º \| Jordan Jegat \| Team TotalEnergies \| + 50 s \| \| \| 6.º \| Felix Gall \| Decathlon-AG2R La Mondiale \| + 57 s \| \| \| 7.º \| Lenny Martinez \| Bahrain Victorious \| + 1 min 04 s \| \| \| 8.º \| Florian Lipowitz \| Red Bull-Bora-Hansgrohe \| + 1 min 11 s \| \| \| 9.º \| Clément Champoussin \| XDS Astana Team \| + 1 min 14 s \| \| \| 10.º \| Mads Pedersen \| Lidl-Trek \| + 1 min 14 s \| \| |                     |                            |                 |
| |                     |                            |                 |
| |                     |                            |                 |
| Clasificación de la etapa |                     |                            |                 |
| Ciclista | Ciclista            | Equipo                     | Tiempo          |
| 1.º | Michael Storer      | Tudor Pro Cycling Team     | 2 h 43 min 31 s |
| 2.º | Mauro Schmid        | Team Jayco AlUla           | + 20 s          |
| 3.º | Georg Steinhauser   | EF Education-EasyPost      | + 30 s          |
| 4.º | Iván Romeo          | Movistar Team              | + 45 s          |
| 5.º | Jordan Jegat        | Team TotalEnergies         | + 50 s          |
| 6.º | Felix Gall          | Decathlon-AG2R La Mondiale | + 57 s          |
| 7.º | Lenny Martinez      | Bahrain Victorious         | + 1 min 04 s    |
| 8.º | Florian Lipowitz    | Red Bull-Bora-Hansgrohe    | + 1 min 11 s    |
| 9.º | Clément Champoussin | XDS Astana Team            | + 1 min 14 s    |
| 10.º | Mads Pedersen       | Lidl-Trek                  | + 1 min 14 s    |

| \| Clasificación general \| Clasificación general \| Clasificación general \| Clasificación general \| Clasificación general \| \| Ciclista \| Ciclista \| Equipo \| Tiempo \| \| \| --------------------- \| --------------------- \| -------------------------- \| --------------------- \| --------------------- \| \| 1.º \| Matteo Jorgenson \| Team Visma \\| Lease a Bike \| 23 h 37 min 42 s \| \| \| 2.º \| Florian Lipowitz \| Red Bull-Bora-Hansgrohe \| + 37 s \| \| \| 3.º \| Thymen Arensman \| Ineos Grenadiers \| + 1 min 20 s \| \| \| 4.º \| Michael Storer \| Tudor Pro Cycling Team \| + 2 min 25 s \| \| \| 5.º \| João Almeida \| UAE Team Emirates XRG \| + 2 min 40 s \| \| \| 6.º \| Magnus Sheffield \| Ineos Grenadiers \| + 2 min 54 s \| \| \| 7.º \| Brandon McNulty \| UAE Team Emirates XRG \| + 3 min 05 s \| \| \| 8.º \| Clément Champoussin \| XDS Astana Team \| + 3 min 22 s \| \| \| 9.º \| Tobias Foss \| Ineos Grenadiers \| + 3 min 28 s \| \| \| 10.º \| Harold Tejada \| XDS Astana Team \| + 3 min 36 s \| \| |                     |                            |                  |
| |                     |                            |                  |
| |                     |                            |                  |
| Clasificación general |                     |                            |                  |
| Ciclista | Ciclista            | Equipo                     | Tiempo           |
| 1.º | Matteo Jorgenson    | Team Visma \| Lease a Bike | 23 h 37 min 42 s |
| 2.º | Florian Lipowitz    | Red Bull-Bora-Hansgrohe    | + 37 s           |
| 3.º | Thymen Arensman     | Ineos Grenadiers           | + 1 min 20 s     |
| 4.º | Michael Storer      | Tudor Pro Cycling Team     | + 2 min 25 s     |
| 5.º | João Almeida        | UAE Team Emirates XRG      | + 2 min 40 s     |
| 6.º | Magnus Sheffield    | Ineos Grenadiers           | + 2 min 54 s     |
| 7.º | Brandon McNulty     | UAE Team Emirates XRG      | + 3 min 05 s     |
| 8.º | Clément Champoussin | XDS Astana Team            | + 3 min 22 s     |
| 9.º | Tobias Foss         | Ineos Grenadiers           | + 3 min 28 s     |
| 10.º | Harold Tejada       | XDS Astana Team            | + 3 min 36 s     |

### 8.ª etapa
| Niza - Niza | etapa de media montaña | (119,9 km) |

| \| Clasificación de la etapa \| Clasificación de la etapa \| Clasificación de la etapa \| Clasificación de la etapa \| Clasificación de la etapa \| \| Ciclista \| Ciclista \| Equipo \| Tiempo \| \| \| ------------------------- \| ------------------------- \| -------------------------- \| ------------------------- \| ------------------------- \| \| 1.º \| Magnus Sheffield \| Ineos Grenadiers \| 2 h 48 min 37 s \| \| \| 2.º \| Matteo Jorgenson \| Team Visma \\| Lease a Bike \| + 29 s \| \| \| 3.º \| Felix Gall \| Decathlon-AG2R La Mondiale \| + 35 s \| \| \| 4.º \| Michael Storer \| Tudor Pro Cycling Team \| + 1 min 01 s \| \| \| 5.º \| Clément Champoussin \| XDS Astana Team \| + 1 min 01 s \| \| \| 6.º \| Florian Lipowitz \| Red Bull-Bora-Hansgrohe \| + 1 min 01 s \| \| \| 7.º \| Thymen Arensman \| Ineos Grenadiers \| + 1 min 01 s \| \| \| 8.º \| Aleksandr Vlásov \| Red Bull-Bora-Hansgrohe \| + 1 min 04 s \| \| \| 9.º \| Ilan Van Wilder \| Soudal Quick-Step \| + 1 min 40 s \| \| \| 10.º \| Aurélien Paret-Peintre \| Decathlon-AG2R La Mondiale \| + 1 min 00 s \| \| |                        |                            |                 |
| |                        |                            |                 |
| |                        |                            |                 |
| Clasificación de la etapa |                        |                            |                 |
| Ciclista | Ciclista               | Equipo                     | Tiempo          |
| 1.º | Magnus Sheffield       | Ineos Grenadiers           | 2 h 48 min 37 s |
| 2.º | Matteo Jorgenson       | Team Visma \| Lease a Bike | + 29 s          |
| 3.º | Felix Gall             | Decathlon-AG2R La Mondiale | + 35 s          |
| 4.º | Michael Storer         | Tudor Pro Cycling Team     | + 1 min 01 s    |
| 5.º | Clément Champoussin    | XDS Astana Team            | + 1 min 01 s    |
| 6.º | Florian Lipowitz       | Red Bull-Bora-Hansgrohe    | + 1 min 01 s    |
| 7.º | Thymen Arensman        | Ineos Grenadiers           | + 1 min 01 s    |
| 8.º | Aleksandr Vlásov       | Red Bull-Bora-Hansgrohe    | + 1 min 04 s    |
| 9.º | Ilan Van Wilder        | Soudal Quick-Step          | + 1 min 40 s    |
| 10.º | Aurélien Paret-Peintre | Decathlon-AG2R La Mondiale | + 1 min 00 s    |

## Clasificaciones finales
- Las clasificaciones finalizaron de la siguiente forma:[5]

### Clasificación general
| \| Clasificación general \| Clasificación general \| Clasificación general \| Clasificación general \| Clasificación general \| \| Ciclista \| Ciclista \| Equipo \| Tiempo \| \| \| --------------------- \| ---------------------- \| -------------------------- \| --------------------- \| --------------------- \| \| 1.º \| Matteo Jorgenson \| Team Visma \\| Lease a Bike \| 26 h 26 min 42 s \| \| \| 2.º \| Florian Lipowitz \| Red Bull-Bora-Hansgrohe \| + 1 min 15 s \| \| \| 3.º \| Thymen Arensman \| Ineos Grenadiers \| + 1 min 58 s \| \| \| 4.º \| Magnus Sheffield \| Ineos Grenadiers \| + 2 min 17 s \| \| \| 5.º \| Michael Storer \| Tudor Pro Cycling Team \| + 3 min 03 s \| \| \| 6.º \| João Almeida \| UAE Team Emirates XRG \| + 3 min 57 s \| \| \| 7.º \| Clément Champoussin \| XDS Astana Team \| + 4 min 00 s \| \| \| 8.º \| Harold Tejada \| XDS Astana Team \| + 4 min 53 s \| \| \| 9.º \| Tobias Foss \| Ineos Grenadiers \| + 4 min 59 s \| \| \| 10.º \| Ilan Van Wilder \| Soudal Quick-Step \| + 5 min 26 s \| \| \| 11.º \| Pablo Castrillo \| Movistar Team \| + 5 min 45 s \| \| \| 12.º \| Aurélien Paret-Peintre \| Decathlon-AG2R La Mondiale \| + 6 min 07 s \| \| \| 13.º \| Guillaume Martin \| Groupama-FDJ \| + 6 min 43 s \| \| \| 14.º \| Ben O'Connor \| Team Jayco AlUla \| + 8 min 51 s \| \| \| 15.º \| William Barta \| Movistar Team \| + 9 min 53 s \| \| |                        |                            |                  |
| |                        |                            |                  |
| |                        |                            |                  |
| Clasificación general |                        |                            |                  |
| Ciclista | Ciclista               | Equipo                     | Tiempo           |
| 1.º | Matteo Jorgenson       | Team Visma \| Lease a Bike | 26 h 26 min 42 s |
| 2.º | Florian Lipowitz       | Red Bull-Bora-Hansgrohe    | + 1 min 15 s     |
| 3.º | Thymen Arensman        | Ineos Grenadiers           | + 1 min 58 s     |
| 4.º | Magnus Sheffield       | Ineos Grenadiers           | + 2 min 17 s     |
| 5.º | Michael Storer         | Tudor Pro Cycling Team     | + 3 min 03 s     |
| 6.º | João Almeida           | UAE Team Emirates XRG      | + 3 min 57 s     |
| 7.º | Clément Champoussin    | XDS Astana Team            | + 4 min 00 s     |
| 8.º | Harold Tejada          | XDS Astana Team            | + 4 min 53 s     |
| 9.º | Tobias Foss            | Ineos Grenadiers           | + 4 min 59 s     |
| 10.º | Ilan Van Wilder        | Soudal Quick-Step          | + 5 min 26 s     |
| 11.º | Pablo Castrillo        | Movistar Team              | + 5 min 45 s     |
| 12.º | Aurélien Paret-Peintre | Decathlon-AG2R La Mondiale | + 6 min 07 s     |
| 13.º | Guillaume Martin       | Groupama-FDJ               | + 6 min 43 s     |
| 14.º | Ben O'Connor           | Team Jayco AlUla           | + 8 min 51 s     |
| 15.º | William Barta          | Movistar Team              | + 9 min 53 s     |

### Clasificación de la montaña
| Clasificación de la montaña | Clasificación de la montaña | Clasificación de la montaña | Clasificación de la montaña | Clasificación de la montaña |
| Ciclista                    | Ciclista                    | Equipo                      | Puntos                      |                             |
| --------------------------- | --------------------------- | --------------------------- | --------------------------- | --------------------------- |
| 1.º                         | Thomas Gachignard           | Team TotalEnergies          | 21 pts                      |                             |
| 2.º                         | Michael Storer              | Tudor Pro Cycling Team      | 20 pts                      |                             |
| 3.º                         | João Almeida                | UAE Team Emirates XRG       | 20 pts                      |                             |
| 4.º                         | Alexandre Delettre          | Team TotalEnergies          | 17 pts                      |                             |
| 5.º                         | Lenny Martinez              | Bahrain Victorious          | 14 pts                      |                             |
| 6.º                         | Tobias Foss                 | Ineos Grenadiers            | 14 pts                      |                             |
| 7.º                         | Magnus Sheffield            | Ineos Grenadiers            | 12 pts                      |                             |
| 8.º                         | Matteo Jorgenson            | Team Visma \| Lease a Bike  | 12 pts                      |                             |
| 9.º                         | Aleksandr Vlásov            | Red Bull-Bora-Hansgrohe     | 11 pts                      |                             |
| 10.º                        | Joshua Tarling              | Ineos Grenadiers            | 10 pts                      |                             |

### Clasificación de los puntos
| Clasificación por puntos | Clasificación por puntos | Clasificación por puntos   | Clasificación por puntos | Clasificación por puntos |
| Ciclista                 | Ciclista                 | Equipo                     | Puntos                   |                          |
| ------------------------ | ------------------------ | -------------------------- | ------------------------ | ------------------------ |
| 1.º                      | Mads Pedersen            | Lidl-Trek                  | 62 pts                   |                          |
| 2.º                      | Matteo Jorgenson         | Team Visma \| Lease a Bike | 57 pts                   |                          |
| 3.º                      | Magnus Sheffield         | Ineos Grenadiers           | 41 pts                   |                          |
| 4.º                      | Axel Zingle              | Team Visma \| Lease a Bike | 36 pts                   |                          |
| 5.º                      | Michael Storer           | Tudor Pro Cycling Team     | 33 pts                   |                          |
| 6.º                      | Florian Lipowitz         | Red Bull-Bora-Hansgrohe    | 28 pts                   |                          |
| 7.º                      | Lenny Martinez           | Bahrain Victorious         | 27 pts                   |                          |
| 8.º                      | Timo Kielich             | Alpecin-Deceuninck         | 26 pts                   |                          |
| 9.º                      | Joshua Tarling           | Ineos Grenadiers           | 22 pts                   |                          |
| 10.º                     | Émilien Jeannière        | Team TotalEnergies         | 22 pts                   |                          |

### Clasificación de los jóvenes
| Clasificación del mejor joven | Clasificación del mejor joven | Clasificación del mejor joven | Clasificación del mejor joven | Clasificación del mejor joven |
| Ciclista                      | Ciclista                      | Equipo                        | Tiempo                        |                               |
| ----------------------------- | ----------------------------- | ----------------------------- | ----------------------------- | ----------------------------- |
| 1.º                           | Florian Lipowitz              | Red Bull-Bora-Hansgrohe       | 26 h 27 min 57 s              |                               |
| 2.º                           | Magnus Sheffield              | Ineos Grenadiers              | + 1 min 02 s                  |                               |
| 3.º                           | Ilan Van Wilder               | Soudal Quick-Step             | + 4 min 11 s                  |                               |
| 4.º                           | Pablo Castrillo               | Movistar Team                 | + 4 min 30 s                  |                               |
| 5.º                           | Raúl García Pierna            | Arkéa-B&B Hotels              | + 8 min 52 s                  |                               |
| 6.º                           | Iván Romeo                    | Movistar Team                 | + 13 min 33 s                 |                               |
| 7.º                           | Lenny Martinez                | Bahrain Victorious            | + 16 min 13 s                 |                               |
| 8.º                           | Joshua Tarling                | Ineos Grenadiers              | + 17 min 06 s                 |                               |
| 9.º                           | Johannes Kulset               | Uno-X Mobility                | + 21 min 13 s                 |                               |
| 10.º                          | Georg Steinhauser             | EF Education-EasyPost         | + 29 min 13 s                 |                               |

### Clasificación por equipos
| Clasificación por equipos | Clasificación por equipos       | Clasificación por equipos | Clasificación por equipos |
| Equipo                    | Equipo                          | Tiempo                    |                           |
| ------------------------- | ------------------------------- | ------------------------- | ------------------------- |
| 1.º                       | Ineos Grenadiers                | 79 h 29 min 04 s          |                           |
| 2.º                       | Movistar Team                   | + 15 min 32 s             |                           |
| 3.º                       | Red Bull-BORA-hansgrohe         | + 24 min 30 s             |                           |
| 4.º                       | XDS Astana Team                 | + 25 min 20 s             |                           |
| 5.º                       | Decathlon AG2R La Mondiale Team | + 25 min 51 s             |                           |
| 6.º                       | UAE Team Emirates XRG           | + 31 min 05 s             |                           |
| 7.º                       | Groupama-FDJ                    | + 40 min 13 s             |                           |
| 8.º                       | Team Jayco AlUla                | + 45 min 01 s             |                           |
| 9.º                       | Team Visma \| Lease a Bike      | + 45 min 50 s             |                           |
| 10.º                      | Tudor Pro Cycling Team          | + 53 min 02 s             |                           |

## Evolución de las clasificaciones
| Etapa                   |                          | Ganador _                  | Clasificación general | Puntos        | Montaña            | Jóvenes           | Combatividad     | Equipo                     |
| ----------------------- | ------------------------ | -------------------------- | --------------------- | ------------- | ------------------ | ----------------- | ---------------- | -------------------------- |
| 1.ª etapa               | etapa escarpada          | Tim Merlier                | Tim Merlier           | Tim Merlier   | Alexandre Delettre | Magnus Sheffield  | Samuel Fernández | XDS Astana Team            |
| 2.ª etapa               | etapa llana              | Tim Merlier                | Tim Merlier           | Tim Merlier   | Alexandre Delettre | Mick van Dijke    | Jonas Abrahamsen | XDS Astana Team            |
| 3.ª etapa               | contrarreloj por equipos | Team Visma \| Lease a Bike | Matteo Jorgenson      | Tim Merlier   | Alexandre Delettre | Florian Lipowitz  | no otorgado      | Team Visma \| Lease a Bike |
| 4.ª etapa               | etapa de media montaña   | João Almeida               | Jonas Vingegaard      | Tim Merlier   | João Almeida       | Mattias Skjelmose | Tobias Foss      | Ineos Grenadiers           |
| 5.ª etapa               | etapa escarpada          | Lenny Martinez             | Matteo Jorgenson      | Tim Merlier   | João Almeida       | Florian Lipowitz  | Benjamin Swift   | Ineos Grenadiers           |
| 6.ª etapa               | etapa llana              | Mads Pedersen              | Matteo Jorgenson      | Mads Pedersen | Thomas Gachignard  | Florian Lipowitz  | Rémi Cavagna     | Ineos Grenadiers           |
| 7.ª etapa               | etapa de montaña         | Michael Storer             | Matteo Jorgenson      | Mads Pedersen | Thomas Gachignard  | Florian Lipowitz  | Michael Storer   | Ineos Grenadiers           |
| 8.ª etapa               | etapa de media montaña   | Magnus Sheffield           | Matteo Jorgenson      | Mads Pedersen | Thomas Gachignard  | Florian Lipowitz  | Mads Pedersen    | Ineos Grenadiers           |
| Clasificaciones finales | Clasificaciones finales  |                            | Matteo Jorgenson      | Mads Pedersen | Thomas Gachignard  | Florian Lipowitz  | no otorgado      | Ineos Grenadiers           |

## Ciclistas participantes y posiciones finales
Convenciones:
- AB-N: Abandono en la etapa "N"
- FLT-N: Retiro por llegada fuera del límite de tiempo en la etapa "N"
- NTS-N: No tomó la salida para la etapa "N"
- DES-N: Descalificado o expulsado en la etapa "N"

## UCI World Ranking
La París-Niza otorgó puntos para el UCI World Ranking para corredores de los equipos en las categorías UCI WorldTeam, UCI ProTeam y Continental. Las siguientes tablas son el baremo de puntuación y los diez corredores que obtuvieron más puntos:
| Posición              | 1.º | 2.º | 3.º | 4.º | 5.º | 6.º | 7.º | 8.º | 9.º | 10.º | 11.º | 12.º | 13.º | 14.º | 15.º | 16.º-20.º | 21.º-30.º | 31.º-50.º | 51.º-55.º | 56.º-60.º |
| Clasificación general | 500 | 400 | 325 | 275 | 225 | 175 | 150 | 125 | 100 | 85   | 70   | 60   | 50   | 40   | 35   | 30        | 20        | 10        | 5         | 3         |
| Por etapa             | 60  | 40  | 30  | 25  | 20  | 15  | 10  | 8   | 5   | 2    |      |      |      |      |      |           |           |           |           |           |
| Líder                 | 10  |     |     |     |     |     |     |     |     |      |      |      |      |      |      |           |           |           |           |           |

| Clasificación |                     |                         |         |        |       |        |
| Posición      | Ciclista            | Equipo                  | General | Etapa  | Líder | Total  |
| ------------- | ------------------- | ----------------------- | ------- | ------ | ----- | ------ |
| 1.º           | Matteo Jorgenson    | Visma \| Lease a Bike   | 500     | 101,57 | 40    | 641,57 |
| 2.º           | Florian Lipowitz    | Red Bull-BORA-hansgrohe | 400     | 68     | -     | 468    |
| 3.º           | Magnus Sheffield    | INEOS Grenadiers        | 275     | 82,86  | -     | 357,86 |
| 4.º           | Thymen Arensman     | INEOS Grenadiers        | 325     | 19,86  | -     | 344,86 |
| 5.º           | Michael Storer      | Tudor                   | 225     | 85     | -     | 310    |
| 6.º           | João Almeida        | UAE Emirates XRG        | 175     | 76,14  | -     | 251,14 |
| 7.º           | Clément Champoussin | XDS Astana              | 150     | 67     | -     | 217    |
| 8.º           | Harold Tejada       | XDS Astana              | 125     | 33     | -     | 158    |
| 9.º           | Tim Merlier         | Soudal Quick-Step       | -       | 120,29 | 20    | 140,29 |
| 10.º          | Mads Pedersen       | Lidl-Trek               | 20      | 95,57  | -     | 115,57 |